# Nehalennia (chi chuồn chuồn)
Nehalennia là một chi chuồn chuồn kim trong họ Coenagrionidae.

## Các loài
Nehalennia có 6 loài:
- Nehalennia gracilis Morse, 1895
- Nehalennia integricollis Calvert, 1913
- Nehalennia irene (Hagen, 1861)
- Nehalennia minuta (Selys in Sagra, 1857)
- Nehalennia pallidula Calvert, 1913
- Nehalennia speciosa (Charpentier, 1840)